# Vindrink
En vindrink är en drink med vin som bas. Begreppet omfattar även ofta bål (en blandning av vin, ev. sprit, läsk och frukt eller fruktjuice) och de brittiska/amerikanska motsvarigheterna cup och punch. En cup brukar oftast blandas till i en tillbringare eller karaff medan punch liksom bål oftast görs i en stor skål.
Bland de mer kända vindrinkarna kan nämnas sangria, claret lemonade (rödvin, citron och florsocker) och spritzer (Rhenvin eller Sauternesvin och soda).
I Berlin var drinken Turkblod (rött vin och champagne) populär i de finare kretsarna på 1920-talet. Den spanske kungen Alfons XIII av Spanien (1886 - 1941) har gett namn åt drinken Alfonso (champagne, Dubonnet, Angostura bitter och socker).